# مدرسه تئاتر سیلویا یانگ

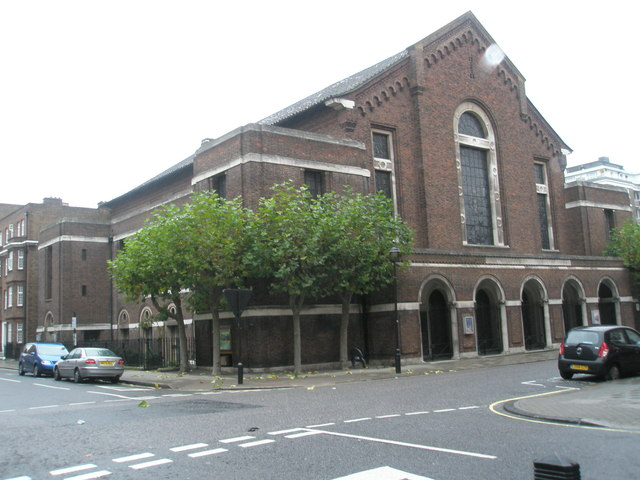
مدرسه تئاتر سیلویا یانگ ، مدرسه هنر های نمایشی در لندن

مدرسه تئاتر سیلویا یانگ (انگلیسی: Sylvia Young Theatre School) مدرسه هنرهای نمایشی مستقر در ماربل آرچ، لندن است، که در سال ۱۹۷۲ توسط سیلویا یانگ تأسیس شد.